# Волынская область
Волы́нская о́бласть (укр. Воли́нська о́бласть), разг. Волынь (укр. Воли́нь) — область на западе Украины. Административный центр и крупнейший город — Луцк. Другие города Волынской области — Ковель, Нововолынск, Владимир, Камень-Каширский, Любомль, Горохов.
Область расположена в западной части Восточно-Европейской равнины в бассейне рек Припять, Западный Буг. Граничит на западе с Польшей, на севере — с Брестской областью Беларуси, на востоке — с Ровненской, на юге — со Львовской областями Украины.
Волынская область образована 4 декабря 1939 года.
Своё название область получила по историческому региону Волынь.

## География
Рельеф преобладает равнинный. Почти три четверти территории Волынской области расположено в пределах Полесской низменности (140—150 м), меньшая, южная, занимает северо-западную окраинную часть Волынской возвышенности (высота 220—290 м), обрывающуюся к северу уступом в 20—60 м.
Климат умеренно континентальный. Зима мягкая, лето тёплое. Средняя температура января −4,5 °C, июля 18,6 °C. Осадков 550—600 мм в год. Вегетационный период около 200 дней.
В северной части Волынской области протекает река Припять. Её правые притоки Турья, Стоход, Стыр пересекают Волынскую область с юга на север. На западе по границе с Польшей протекает река Западный Буг. В Волынской области 220 озёр. Самое большое и самое глубокое — Свитязь. Самая богатая озёрная территория — Шацкие озёра.
Общая длина рек — 3293 км. Все реки относятся к бассейнам Днепра и Западного Буга. Большинство рек области берут начало за пределами её территории.
Почвы лесостепной части области оподзоленные тёмно-серые и серые, а также чернозёмы, в полесской части — дерново-подзолистые и различные болотные (в том числе торфяные). В средней полосе — дерново-подзолистые в комплексе с перегнойно-карбонатными (наиболее плодородные).
Леса занимают 32,5 % всей территории области. Они распространены главным образом в Полесье (сосна занимает 60 % лесопокрытой площади, дуб — 13 %, ольха — 13 %, берёза — 10 %); на юге области небольшие массивы дубово-грабовых лесов. В лесах водятся лось, косуля, кабан, барсук, рысь; в лесостепи — заяц-русак, лиса, грызуны; акклиматизирована ондатра, имеющая промысловое значение.

## История
Дославянское население области — балтские и финские племена.
До V века на территории области была распространена вельбарская культура.
В VI — начале VII веках Волынь была заселена объединениями племён дулебов. В начале X века у Волыни образуются тесные связи с Киевом. В этом же столетии Волынская земля входит в состав Владимиро-Волынского княжества Древнерусского государства.
В 1227 году сын князя Изяслава Ингваревича Ярослав принуждён был уступить свой удел Даниилу Романовичу Галицкому.
В XIV веке Волынь захватило Великое княжество Литовское, Русское, Жемоитское и иных. После Люблинской унии 1569 года перешла во владения Польши. В середине XVII века была охвачена восстанием Хмельницкого.
После разделов Польши в конце XVIII века (1772—1795) Волынь была присоединена к России — на её территории была образована Волынская губерния. В 1921 году по Рижскому договору западная Волынь, включая современную Волынскую область, отошла Польше.
В период, когда современная Волынская область находилась в составе Польши, её территория делилась на 6 поветов: Владимир-Волынский, Гороховский, Камень-Каширский, Ковельский, Луцкий и Любомльский.
После вхождения Западной Украины в состав СССР Указом Президиума Верховного совета СССР от 4 декабря 1939 года была образована Волынская область. В 1940 году поветы были упразднены, а область разделена на 28 районов: Берестечковский, Владимир-Волынский, Голобский, Головнянский, Гороховский, Заболотьевский, Камень-Каширский, Киверцовский, Ковельский, Колковский, Локачинский, Луцкий, Любешовский, Любомльский, Маневичский, Мацеевский, Озютичевский, Олыкский, Поддубцевский, Порицкий, Ратновский, Рожищенский, Седлищевский, Сенкевичевский, Торчинский, Турийский, Устилугский и Шацкий. В конце года Поддубцевский район был упразднён, а также образованы Вербский, Теремновский и Цуманьский районы.
В результате коллективизации на Волыни было ликвидировано и официально снято с учётных данных 1036 хуторов в связи с переселением жителей в сёла.
В 1946 году Мацеевский район был переименован в Луковский, Озютичевский в Затурцевский, Седлищевский в Старовыжевский, Порицкий в Иваничевский (1957—1962 — Нововолынский), Вербский в Овадновский.
В 1957 году упразднены Затурцевский, Олыкский и Устилугский районы, в 1958 году — Овадновский и Теремновский, в 1959 году — Берестечковский, Голобский, Головнянский, Заболотьевский, Луковский и Сенкевичевский, в 1962 году — Колковский, Локачинский, Луцкий, Любешовский, Маневичский, Нововолынский, Ратновский, Старовыжевский, Торчинский, Турийский, Цуманьский и Шацкий.
В 1965 году образованы Локачинский, Любешовский, Маневичский, Ратновский и Турийский районы, в 1966 году — Иваничевский, Луцкий и Старовыжевский, в 1993 году — Шацкий.
В 1967 году Волынская область награждена орденом Ленина.

## Население
| 2017      | 2018       | 2020       | 2021       | 2022       |
| --------- | ---------- | ---------- | ---------- | ---------- |
| 1 041 000 | ↘1 038 457 | ↘1 031 421 | ↘1 027 397 | ↘1 021 356 |

Численность населения области по данным Укрстата на 1 мая 2020 года составляет 1 030 361 человек.
На 1 января 2020 года численность населения составила 1 031 421 человек, в том числе городское население 539 179 человек (52,28 %), сельское — 492 242 человека (47,72 %).
Численность населения области по годам в тысячах человек.
- 890,5 (1959)[12]
- 974,5 (1970)[13]
- 1015,6 (1979)[14]
- 1061,2 (1989)[15]
- 1063,4 (1990)[16]
- 1069,0 (1991)[16]
- 1072,7 (1992)[16]
- 1077,6 (1993)[16]
- 1080,7 (1994)[16]
- 1078,3 (1995)[17]
- 1076,6 (1996)[17]
- 1075,1 (1997)[17]
- 1073,1 (1998)[17]
- 1071,5 (1999)[17]
- 1067,7 (2000)[17]
- 1064,0 (2001)[17]
- 1060,7 (2002)[17]
- 1054,7 (2003)[17]
- 1048,8 (2004)[17]
- 1044,8 (2005)[17]
- 1040,4 (2006)[17]
- 1038,0 (2007)[17]
- 1036,4 (2008)[17]
- 1036,2 (2009)[17]
- 1036,7 (2010)[17]
- 1037,1 (2011)[17]
- 1038,6 (2012)[17]
- 1040,0 (2013)[17]
- 1041,3 (2014)[17]
- 1042,9 (2015)[17]
- 1042,7 (2016)[17]
- 1041,0 (2017)[17]
- 1038,5 (2018)[17]
- 1035,3 (2019)[17]
- 1031,4 (2020)[17]

Максимум численность жителей региона достигала в 1994 году — 1080,7 тысяч жителей, а в конце 2013 года количество проживающих — 1041,3 тысячи, то есть на 39,4 тысячи человек меньше. Спад численности населения наблюдался с 1994 года по 2009 на 44,5 тысяч жителей, однако рост численности населения за последние 4 года частично компенсировал спад — на 5,1 тысячи человек или на 11,5 %. За 11 месяцев 2013 года в Волынской области родилось 13 547 детей, умерло — 12 470 человек, в том числе 84 ребёнка в возрасте до 1 года. Рождаемость — 14,2 человека на 1000 жителей, смертность — 13,1 человека. Природный прирост — 1,1 человека. За тот же период в пределах области поменяли место жительства 9644 человека. На постоянное место жительства в регион приехали 5101 человек, а уехали — 4820 человек. На 10 000 жителей: прибыло — 154,9 человек, выбыло — 151,9 человек. Миграционный прирост — 3 человека. За 11 месяцев 2013 года численность жителей области выросла на 1358 человек, в том числе за счёт природного прироста на 1077 человек (79,31 %), миграционного — на 281 человека (20,56 %). В 2018 году в области проживало 271,7 тысяч пенсионеров.
Национальный состав населения по переписи 2001 года:
- Украинцы — 1 024 855
- Русские — 25 032
- Белорусы — 3 217
- Поляки — 788

### Языковой состав
Проводимая во времена СССР русификация Украины почти не затронула Волынскую область: доля украиноязычных в регионе в 1959—1989 гг. колебалась в районе 94—95 %. Родной язык населения Волынской области по результатам переписей населения, %
|            | 1959 | 1970 | 1989 | 2001 |
| ---------- | ---- | ---- | ---- | ---- |
| Украинский | 94,0 | 94,8 | 94,5 | 97,3 |
| Русский    | 5,0  | 4,8  | 5,1  | 2,5  |
| Другие     | 1,0  | 0,4  | 0,4  | 0,2  |

Родной язык населения Волынской области по данным переписи 2001 года:
|                          | Украинский | Русский |
| ------------------------ | ---------- | ------- |
| Волынская область        | 97,3       | 2,5     |
| г. Луцк                  | 92,9       | 6,8     |
| г. Владимир              | 94,5       | 5,2     |
| г. Ковель                | 95,8       | 3,9     |
| Нововолынск (горсовет)   | 94,4       | 5,2     |
| Владимир-Волынский район | 98,8       | 1,0     |
| Гороховский район        | 99,2       | 0,6     |
| Иваничевский район       | 99,0       | 0,8     |
| Камень-Каширский район   | 99,6       | 0,3     |
| Киверцовский район       | 98,6       | 1,2     |
| Ковельский район         | 99,0       | 0,8     |
| Локачинский район        | 99,4       | 0,5     |
| Луцкий район             | 98,8       | 1,0     |
| Любешовский район        | 99,5       | 0,3     |
| Любомльский район        | 99,1       | 0,8     |
| Маневичский район        | 99,3       | 0,6     |
| Ратновский район         | 99,2       | 0,5     |
| Рожищенский район        | 99,0       | 0,8     |
| Старовыжевский район     | 99,5       | 0,4     |
| Турийский район          | 99,1       | 0,8     |
| Шацкий район             | 98,7       | 0,9     |

Украинский язык является единственным официальным языком на всей территории области.
20 декабря 2018 года решением Волынского областного совета в Волынской области был введён мораторий на публичное использование русскоязычного культурного продукта.
По данным опроса, проведённого Социологической группой «Рейтинг» с 16 ноября по 10 декабря 2018 года в рамках проекта «Портрети Регіонів», 85 % жителей Волынской области считали, что украинский язык должен быть единственным государственным языком на всей территории Украины. 10 % считали, что украинский язык должен быть единственным государственным языком, а русский — вторым официальным в некоторых регионах страны. 3 % считали, что русский должен стать вторым государственным языком страны. 2 % затруднились с ответом.
13 июля 2023 года решением Волынского областного совета в Волынской области утверждена «Комплексная Программа развития и функционирования украинского языка в Волынской области на 2023—2026 годы», главными целями которой являются усиление позиций украинского языка в различных сферах общественной жизни региона и украинизация беженцев из других областей Украины.
По данным исследования Центра контент-анализа, проведённого в период с 15 августа по 15 сентября 2024 года, темой которого стало соотношение украинского и русского языков в украинском сегменте социальных сетей, в Волынской области на украинском языке писалось 89,5 % сообщений (в 2023 году — 88,3 %, в 2022 году — 88,8 %, в 2020 году — 51,3 %), на русском — 10,5 % (в 2023 году — 11,7 %, в 2022 году — 11,2 %, в 2020 году — 48,7 %).
После провозглашения Украиной независимости в области, как и в стране в целом, происходит постепенная украинизация русифицированной в советское время системы образования. Динамика соотношения языков преподавания в учреждениях общего среднего образования в Волынской области:
| Язык преподавания | Учебный год | Учебный год | Учебный год | Учебный год | Учебный год | Учебный год | Учебный год | Учебный год | Учебный год | Учебный год | Учебный год | Учебный год | Учебный год | Учебный год |
| Язык преподавания | 1991/92     | 1992/93     | 1993/94     | 1994/95     | 1995/96     | 2000/01     | 2005/06     | 2007/08     | 2010/11     | 2012/13     | 2015/16     | 2018/19     | 2021/22     | 2022/23     |
| ----------------- | ----------- | ----------- | ----------- | ----------- | ----------- | ----------- | ----------- | ----------- | ----------- | ----------- | ----------- | ----------- | ----------- | ----------- |
| Украинский        | 94,6 %      | 95,6 %      | 96,7 %      | 97,3 %      | 98,0 %      | 99,0 %      | 99,7 %      | 99,8 %      | 99,8 %      | 99,8 %      | 99,9 %      | 99,9 %      | 100,0 %     | 100,0 %     |
| Русский           | 5,4 %       | 4,4 %       | 3,3 %       | 2,7 %       | 2,0 %       | 1,0 %       | 0,3 %       | 0,2 %       | 0,2 %       | 0,2 %       | 0,1 %       | 0,1 %       | —           | —           |

В период с 2012/13 по 2016/17 учебный год в Волынской области доля учеников, изучающих русский язык либо в русскоязычных классах, либо как отдельный предмет в классах с украинским языком преподавания, сократилась с 30,81 % до 11,06 %.
По данным Государственной службы статистики Украины в 2023/24 учебном году все 140 494 учащихся в учреждениях общего среднего образования в Волынской области обучались в украиноязычных классах.
По данным Государственной службы статистики Украины в 2024/25 учебном году все 136 261 учащихся в учреждениях общего среднего образования в Волынской области обучались в украиноязычных классах.

### Религия
В Волынской области зарегистрировано 1310 религиозных организаций, из них подавляющее большинство — христианские с доминирующим положением УПЦ МП. Половина из них — православные различного подчинения. Другую половину делят протестанты с католиками.
Общее количество христианских монастырей составляет 14 единиц, 6 духовных заведений с 1203 послушниками.
- Украинская православная церковь (Московского патриархата): 556 храмов, 7 монастырей, 1 учебное заведение и 180 воскресных школ при храмах.
- Украинская православная церковь Киевского патриархата: 268 храмов, 3 монастыря, 1 семинария и 150 воскресных школ при храмах.
- Украинская автокефальная православная церковь: 14 приходов.
- Римско-католическая церковь: 29 общин верующих.
- Украинская грекокатолическая церковь: 18 приходов.
- Евангельские христиане-баптисты: 118 общин.

Помимо этого имеются организации христиан веры евангельской-пятидесятников и адвентистов седьмого дня.

## Административно-территориальное устройство
Административный центр Волынской области — город Луцк.

### Районы
17 июля 2020 года принято новое деление области на 4 района:
| № | Район                  | Население (тыс. чел.) | Площадь (км²) | Административный центр |
| - | ---------------------- | --------------------- | ------------- | ---------------------- |
| 1 | Владимирский район     | 174,7                 | 2556,5        | г. Владимир            |
| 2 | Камень-Каширский район | 132,4                 | 4679,7        | г. Камень-Каширский    |
| 3 | Ковельский район       | 271,0                 | 7658,7        | г. Ковель              |
| 4 | Луцкий район           | 457,3                 | 5249,1        | г. Луцк                |

Районы в свою очередь делятся на городские, поселковые и сельские территориальные общины (укр. територіальна громада).

### Города
| - Луцк - Берестечко - Владимир - Горохов - Камень-Каширский - Киверцы | - Ковель - Любомль - Нововолынск - Рожище - Устилуг - Олыка |

### Общая карта
Легенда карты:
|  | Областной центр, более 200 000 чел. |
|  | от 50 000 до 100 000 чел.           |
|  | от 10 000 до 50 000 чел.            |
|  | от 5 000 до 10 000 чел.             |
|  | от 2 000 до 5 000 чел.              |
|  | от 1 000 до 2 000 чел.              |

### История деления области
8 декабря 1966 года были образованы Иваничевский, Луцкий и Старовыжевский районы.
Число административных единиц и населённых пунктов области до 17 июля 2020 года::
- районов — 16;
- районов в городах — 0;
- населённых пунктов — 1087, в том числе:
  - сельских — 1054;
  - городских — 33, в том числе:
    - посёлков городского типа — 22;
    - городов — 11, в том числе:
      - городов областного значения — 4;
      - городов районного значения — 7;
- сельских советов — 379.

16 районов до 17 июля 2020 года:
| - Владимир-Волынский район - Гороховский район - Иваничевский район - Киверцовский район - Ковельский район | - Камень-Каширский район - Локачинский район - Луцкий район - Любешовский район - Любомльский район | - Маневичский район - Ратновский район - Рожищенский район - Старовыжевский район - Турийский район - Шацкий район |

Статусы городов до 17 июля 2020 года:
| Города областного значения: - Луцк - Владимир - Ковель - Нововолынск | Города районного значения: - Берестечко - Горохов - Камень-Каширский - Киверцы - Любомль - Рожище - Устилуг |

### Органы власти
Местное самоуправление в области осуществляет Волынский областной совет, исполнительную власть — областная государственная администрация. Главой области является председатель облгосадминистрации, назначаемый Президентом Украины.

## Экономика
Развиты деревообрабатывающая, лёгкая, пищевая, машиностроительная промышленность, добыча каменного угля (Львовско-Волынский угольный бассейн).

### Экономические показатели
| N | показатель              | единицы          | значение, 2014 г. |
| - | ----------------------- | ---------------- | ----------------- |
| 1 | Экспорт товаров         | млн долларов США | 685,4             |
| 2 | Уд.вес в общеукраинском | %                | 1,3               |
| 3 | Импорт товаров          | млн долларов США | 765,4             |
| 4 | Уд.вес в общеукраинском | %                | 1,4               |
| 5 | Сальдо экспорт-импорт   | млн долларов США | −80,0             |
| 6 | Капитальные инвестиции  | млн гривен       | 3241,8            |
| 7 | Средняя зарплата        | грн              | 2721              |
| 8 | Средняя зарплата        | долларов США     | 228,9             |

По материалам Комитета статистики Украины  (укр.) и Главного управления статистики в Волынской области  (укр.)

### Транспорт
Волынская область имеет весьма обширную транспортную сеть, включающую автомобильные и железные дороги, водные пути по крупнейшим рекам. Крупным железнодорожным узлом являются город Ковель.

## Связь и СМИ
- Независимая общественно-политическая газета «Волинь» (выпускается с сентября 1939 года. Тираж 206 000 экземпляров, выходит 3 раза в неделю).
- Газета «Волинські оголошення» является справочником товаров и услуг на рынке Волыни. (выпускается с 2004 года, выходит 1 раз в неделю, распространяется по продаже в розницу и подписке, тираж 12 000 экземпляров).
- Еженедельная рекламно-информационная газета «Афиша Волынь» (выходит 1 раз в неделю, тираж составляет 22 000 экземпляров)[56].

## Достопримечательности
- Успенский собор (1157—1160), Владимир
- Васильевская церковь (XIII—XIV в.), Владимир
- Костел Иоакима и Анны (1752), Владимир
- Зимненский Святогорский Успенский монастырь (Х-ХІ ст.), Зимное, Владимирский район
- Успенский собор (с чудотворным образом Зимненской Божьей Матери) (1495), Зимное, Владимирский район
- Николаевская церковь (1601), Лудин, Владимирский район
- Коллегиальный костёл Святой Троицы (1635—1640), Олыка
- Костёл Св. Петра и Павла (1460), Олыка
- Олыкский замок (1558), Олыка
- Сретенская церковь (1784), Олыка
- Покровская церковь (1740), Поддубцы, Луцкий район
- Церковь Св. Дмитрия (1905), Журавники, Луцкий район
- Костел Св. Троицы (1412), Любомль
- Церковь Св. Иоанна Богослова (1777), Штунь, Ковельский район
- Успенская церковь (быв. Костел Св. Михаила) (1752), Радехов, Ковельский район
- Церковь Св. Параскевы (1723), Луков, Ковельский район
- Доминиканский костёл (1741—1753), Чарторийск, Камень-Каширский район
- Преображенська церковь (1600), Четвертня, Луцкий район
- Успенская церковь (1643), Низкиничи, Владимирский район
- Церковь Рождества Пресвятой Богородицы (1760), Новый Загоров, Владимирский район
- Костел Св. Троицы (1642), Затурцы, Владимирский район
- Монастырь и костёл кармелитов (1720), Кисилин, Владимирский район
- Свято-Михайловская церковь (1777), Кисилин, Владимирский район
- Костёл Св. Троицы (1711—1733), Берестечко
- Собор Св. Троицы (1910 -неоконченное строительство), Берестечко
- Часовня Святой Текли (XVII в.), Берестечко
- Луцкий замок (ХІІІ-XIV в.), Луцк.
- Кафедральный собор Апостолов Петра и Павла (1616—1637), Луцк
- Синагога (1626—1629), Луцк
- Свято-Троицкий кафедральный собор (1752—1755), Луцк
- Свято-Михайловская церковь (1636), Белосток, Луцкий район
- Свято-Николаевский монастир (XVIII ст.), Жидычин, Луцкий район